# Heinrich von Olszewski
Ludwig Heinrich Gustav Seraphim von Olszewski (* 22. Juni 1823 in Königsberg; † 22. Mai 1918 in Berlin) war ein preußischer Generalleutnant.

## Leben

### Herkunft
Er war der Sohn des gleichnamigen Heinrich Seraphim von Olszewski (1794–1837) und dessen Ehefrau Malwine Margarete, geborene von Baczko (1802–1883). Sein Vater war Hauptmann a. D., zuletzt im 3. Infanterie-Regiment sowie Herr auf Porscheln, Kreis Preußisch Eylau. Der preußische Generalmajor Eugen von Olszewski (1826–1908) sowie der preußische Generalleutnant Adolf von Olszewski (1828–1907) waren seine Brüder.

### Militärkarriere
Olszewski besuchte die Bürgerschule in seiner Heimatstadt sowie das Kadettenhaus in Berlin. Anschließend wurde er am 9. August 1840 als Sekondeleutnant im 3. Infanterie-Regiment der Preußischen Armee angestellt. Kurzzeitig war Olszewski von April bis Juni 1843 als stellvertretender Adjutant des I. Bataillons im 3. Landwehr-Regiment in Insterburg kommandiert. Für drei Jahre absolvierte er ab Oktober 1844 die Allgemeine Kriegsschule, die Olszewski mit guten Ergebnissen abschloss. Daran schloss sich Kommandierungen zur Gewehrfabrik Sömmerda und zur Trigonometrischen Abteilung des Großen Generalstabes an. Olszewski war dann von Oktober 1853 bis Mitte August 1856 Lehrer an der Vereinigten Divisionsschule des I. Armee-Korps, wurde zwischenzeitlich Premierleutnant und anschließend als Kompagnieführer beim II. Bataillon im 3. Landwehr-Regiment in Gumbinnen verwendet. Mit Patent vom 27. März 1858 wurde er am 10. April 1858 zum Hauptmann befördert und am 14. Januar 1860 zum Kompaniechef ernannt. In dieser Funktion erfolgte im Mai 1860 seine Kommandierung in das neu errichtete 3. Kombinierte Infanterie-Regiment, aus dem kurz darauf das 6. Ostpreußische Infanterie-Regiment Nr. 43 hervorging. Im Frühjahr 1866 wurde Olszewski in das 5. Ostpreußische Infanterie-Regiment Nr. 41 versetzt und im selben Jahr während der Mobilmachung anlässlich des Deutschen Krieges als Kommandeur des III. Bataillon im 1. Ostpreußischen Landwehr-Regiment in Tilsit kommandiert.
Nach dem Friedensschluss stieg Olszewski Ende Oktober 1866 zum Major auf und wurde am 28. Mai 1867 zum Kommandeur des Füsilier-Bataillons ernannt. Er nahm während des Krieges gegen Frankreich 1870/71 an den Belagerungen von Metz und Mézières sowie den Kämpfen bei Noisseville, Amiens und Saint-Quentin teil. Ausgezeichnet mit beiden Klassen des Eisernen Kreuzes wurde er als Oberstleutnant am 20. Januar 1873 zum Kommandeur des 4. Magdeburgischen Infanterie-Regiments Nr. 67 ernannt sowie am 22. März 1873 zum Oberst befördert. Als Generalmajor war Olszewski vom 14. Januar 1879 bis zum 11. März 1881 Kommandeur der 43. Infanterie-Brigade in Kassel und anschließend der 4. Garde-Infanterie-Brigade in Berlin. Zugleich fungierte er ab dem 28. Juli 1881 auch als Mitglied der Studienkommission für die Kriegsakademie. Am 7. Juli 1883 beauftragte man Olszewski mit der Führung der 20. Division. Mitte August 1883 von seinem Verhältnis als Mitglied der Studienkommission entbunden, wurde er am 6. Dezember 1883 mit der Beförderung zum Generalleutnant zum Divisionskommandeur in Hannover ernannt. Unter Verleihung des Kronenordens I. Klasse wurde Olszewski am 4. Dezember 1886 mit der gesetzlichen Pension zur Disposition gestellt.
Anlässlich des 25. Jahrestages der Schlacht bei Saint-Quentin verlieh ihm Kaiser Wilhelm II. am 19. Januar 1896 den Roten Adlerorden I. Klasse mit Eichenlaub. Er wurde nach seinem Tod am 26. Mai 1918 auf dem Invalidenfriedhof in Berlin beigesetzt.

### Familie
Olszewski verheiratete sich am 20. August 1850 in Königsberg mit Emma von Fuchs (1828–1903). Sie war die Tochter des späteren preußischen Generalleutnants Karl von Fuchs (1791–1874). Aus der Ehe gingen zwei Söhne hervor:
- Max Karl Seraphim (* 1851), preußischer Major im Großherzoglich Mecklenburgischen Füsilier-Regiment „Kaiser Wilhelm“ Nr. 90
- Hermann Bernhard Seraphim (* 1856), preußischer Oberst im Großen Generalstab